# Hans Hækkerup
|  | Denne artikel omhandler forsvarsministeren (1945 − 2013). Hans Hækkerup var også samtidens navn på justits- og indenrigsminister Hans Erling Hækkerup (1907 – 1974). |
Hans Hækkerup (født 3. december 1945 på Frederiksberg, død 22. december 2013 i Mexico) var en dansk socialdemokratisk politiker, søn af senere medlem af Folketingets Præsidium Grete Hækkerup og senere minister Per Hækkerup. Han var også nevø til ministeren Hans Erling Hækkerup.
Hans Hækkerup blev student fra Frederiksborg Statsskole i 1964 og cand.polit. fra Københavns Universitet i 1973.
Som forsvarsminister bidrog han aktivt til optrapningen af den danske militære indsats i udlandet – senest deltagelsen i NATO's intervention i Kosovokonflikten i 1999.
Hans Hækkerup var gift to gange, først med Lise Hækkerup, siden med Susanne Rumohr Hækkerup. Han tilbragte sine sidste år i Mexico, hvor hans kone var ambassadør.
15. april 2011 kom det frem, at Hans Hækkerup var ramt af multipel system atrofi. Han afgik som følge af sygdommen ved døden den 22. december 2013 i Mexico, og blev bisat i stilhed den 30. december fra Bispebjerg Kapel.
18. juni 2014 blev auditoriet på Baltic Defense College officielt opkaldt efter Hans Hækkerup.

## Tidslinje
- 1966-1972 sprogofficer af reserven, russisk
- 1973-1976 sekretær, senere fuldmægtig i Socialministeriet
- 1976-1977 udlånt til Undervisningsministeriet
- 1977-1979 Fuldmægtig i Arbejdsministeriet
- 1977-1980 Fagleder på Danmarks Forvaltningshøjskole
- 1981-1985 Konsulent i Statstjenestemændenes Centralorganisation
- 1991-1993 Formand for Folketingets Forsvarsudvalg
- 1993-2000 Forsvarsminister
- 2000-2001 Chef for FN's civile administration i Kosovo
- 2007-2010 Research Director, China Studies, Forsvarsakademiet[5]
- 2008-2009 Formand for Forsvarskommissionen af 2008[6]
- Midlertidigt medlem af Folketinget for Østre Storkreds flere gange 1976-1979 og 1982
- Medlem af Folketinget
  - Østbanekredsen, Østre Storkreds (23. oktober 1979 – 7. december 1981)
  - Vestsjællands Amtskreds (10. januar 1984 – 15. januar 2001)

- Forsvarsminister (25. januar 1993 – 21. december 2000) Regeringen Poul Nyrup Rasmussen I, II, III og IV